# Холодная ловушка
«Холодная ловушка» — фильм режиссёра Вика Сарина, снятый в 1989 году.

## Сюжет
Канадская глубинка. Коммивояжёр Стивен Миллер попадает в сильный буран, из-за которого чуть было не замерзает. Его спасает местный житель Флойд Лукас, который уединённо живёт со своей дочерью Долорес. Девушке исполняется 18 лет, и ей уже надоел такой образ жизни. Тогда отец преподносит ей подарок — молодого человека.
Придя в сознание, Стивен сперва радуется гостеприимству хозяев, однако затем оно становится слишком навязчивым. Девушка стремится обнажиться перед молодым человеком, а Флойд интересуется, когда Миллер вступит в интимную связь с его дочерью. Во время пьянки по поводу дня рождения Долорес хозяин чуть не убивает Стивена из ружья. На утро молодой человек пытается уйти, однако попадает в медвежий капкан. Лукасы находят его в лесу, и теперь Миллеру уже из-за своего состояния тяжело покинуть дом.
Стивен подговаривает Долорес уехать из этого дома, однако когда молодой человек пытается завести машину, неожиданно появляется Флойд. Он избивает Миллера, а затем сажает на цепь. В обмен на освобождение торговец отдаёт все свои деньги и машину, однако хозяин своеобразно воспринимает условия договора — он собирает все ценности, забирает дочь и уезжает. Правда, Долорес тайно даёт Стивену ножовку, и пленнику после долгих мучений удаётся перепилить цепь. Флойд же ставит свой грузовик прямо на путях прямо перед идущим поездом.

## В ролях
- Мори Чайкин — Флойд Лукас
- Маргарет Лэнгрик — Долорес Лукас
- Пол Гросс — Стивен Миллер
- Джэйн Иствуд — миссис Брокел
- Тед Фоллоуз — Рой
- Ричард Фитч — водитель грузовика
- Грант Ролль — механик
- Джозеф Гриффин — Эдди

## Награды
- Genie Awards 1989
  - премия в категории «лучший сценарий»
  - номинация в категории «лучшее игровое кино»
  - номинация в категории «лучшая музыка»
  - номинация в категории «лучший актёр»
  - номинация в категории «лучшая актриса»